# Bébé a lu la fable
 (juillet 2025).
Pour plus de détails, voir Fiche technique et Distribution.
Bébé a lu la fable ou Bébé, l'Aveugle et le Paralytique ou encore L'Aveugle et le Paralytique est un film muet français réalisé par Louis Feuillade, sorti en 1911.

## Fiche technique
- Titre : Bébé a lu la fable
- Autres titres : Bébé, l'Aveugle et le Paralytique / L'Aveugle et le Paralytique
- Réalisation : Louis Feuillade
- Scénario : Louis Feuillade
- Photographie :
- Montage :
- Producteur :
- Société de production : Société des Établissements L. Gaumont
- Société de distribution :  Comptoir Ciné-Location (C.C.L.)
- Pays d'origine :  France
- Langue : film muet avec les intertitres en français
- Métrage :
- Format : Noir et blanc — 35 mm — 1,33:1 — Muet
- Genre :  Comédie
- Durée :
- Date de sortie : 
  - France : 24 février 1911

## Distribution
- René Dary (Clément Mary) : Bébé
- Renée Carl